# Batalla de Methven
La batalla de Methven tuvo lugar en Methven, Escocia en 1306 durante la Primera Guerra de Independencia Escocesa.
El campo de batalla fue investigado para ser incluido en el Inventario de Campos de Batalla Históricos de Escocia y protegido por Escocia Histórica en virtud de la Política Escocesa de Medio Ambiente Histórico de 2009, pero fue excluido debido a la incertidumbre de su ubicación.

## Muerte de John Comyn
En febrero de 1306, Robert Bruce y un pequeño grupo de seguidores habían asesinado al Guardián de Escocia, John Comyn, ante el altar mayor de Greyfriars Church en Dumfries. Tras la desaparición de escena de John Balliol, Bruce y Comyn se habían convertido en los líderes naturales de Escocia, pero ambos tenían puntos de vista diferentes, y la enemistad entre sus familias se prolongaba ya muchos años. Comyn era partidario de entenderse con Inglaterra (no en vano estaba emparentado por matrimonio con el propio rey Eduardo, en tanto que Bruce pretendía una Escocia independiente totalmente del país vecino.
Tras la muerte de Comyn, la única opción de Bruce era proseguir su estrategia de lograr el máximo poder político, y se coronó rey en Scone pocas semanas después.

## La reacción del rey
El asesinato de Comyn cogió a Eduardo completamente desprevenido. Trece días después, una versión distorsionada de los hechos llegó a su corte en Winchester, en la que se culpaba del hecho a "algunas personas que están tratando por todos los medios de enturbiar la paz y tranquilidad en el reino de Escocia". Una vez que la situación se aclaró, Eduardo reaccionó con furia, autorizando a Aymer de Valence, II conde de Pembroke, cuñado de Comyn a tomar represalias extraordinarias contra Bruce, que había sido coronado rey menos de siete semanas después del asesinato de Dumfries. 

## La batalla
Mientras tanto, Robert Bruce se encontraba inmerso en una guerra civil a gran escala contra los familiares y partidarios de Comyn. Su coronación en marzo le había dado cierta legitimidad, pero su posición seguía siendo muy precaria. 
Valence se movió con rapidez, y a mediados de verano había establecido su cuartel general en Perth, donde muchos de los partidarios de Comyn se le unieron. Bruce llegó desde el oeste, preparado para enfrentarse a su enemigo. En este caso, mientras que el escocés observó de manera ortodoxa las normas de la caballería, los ingleses optaron por tácticas más innovadoras. Los escoceses acamparon a pocas millas de Methven. Antes del amanecer del 19 de junio, los ingleses lanzaron un ataque sorpresa sobre el campamento de Bruce, derrotando completamente a los escoceses.

## Consecuencias
Entre los capturados durante la batalla se encontraban Alexander Fraser, David de Inchmartin, Hugh de Haye, John Somerville, Alexander Scrymgeour, el abanderado real, Thomas de Randolph, sobrino de Bruce y Hugh, capellán de Bruce.